# フォード・キネティックデザイン
フォード・キネティックデザイン（Ford Kinetic Design）とは、2007年発表のフォード・モンデオ、2008年発表のフォード・クーガなどで採用されているフォードのスタイルテーマとされたデザイン。

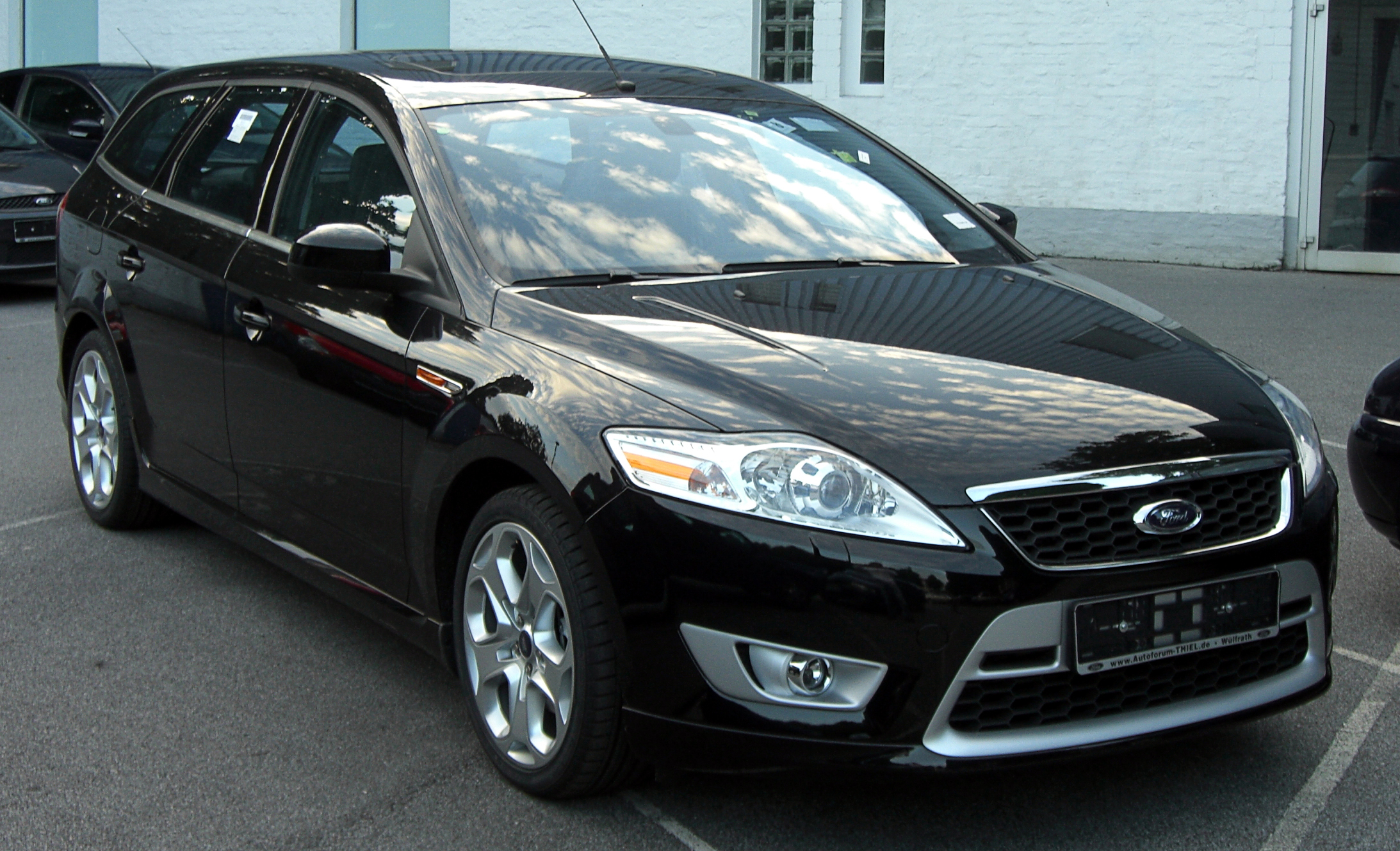
採用例：フォード・モンデオ

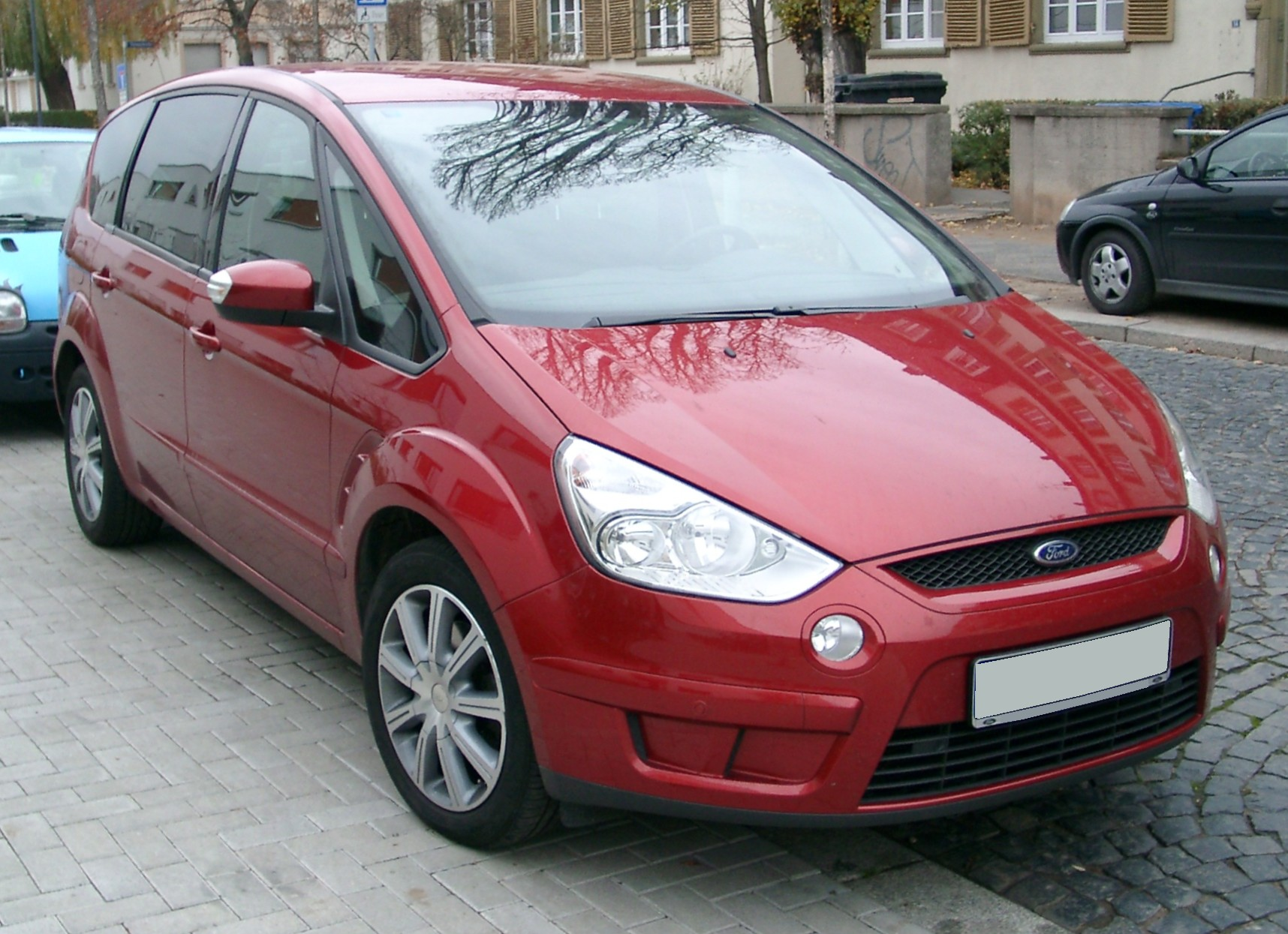
採用例：フォード・S-MAX

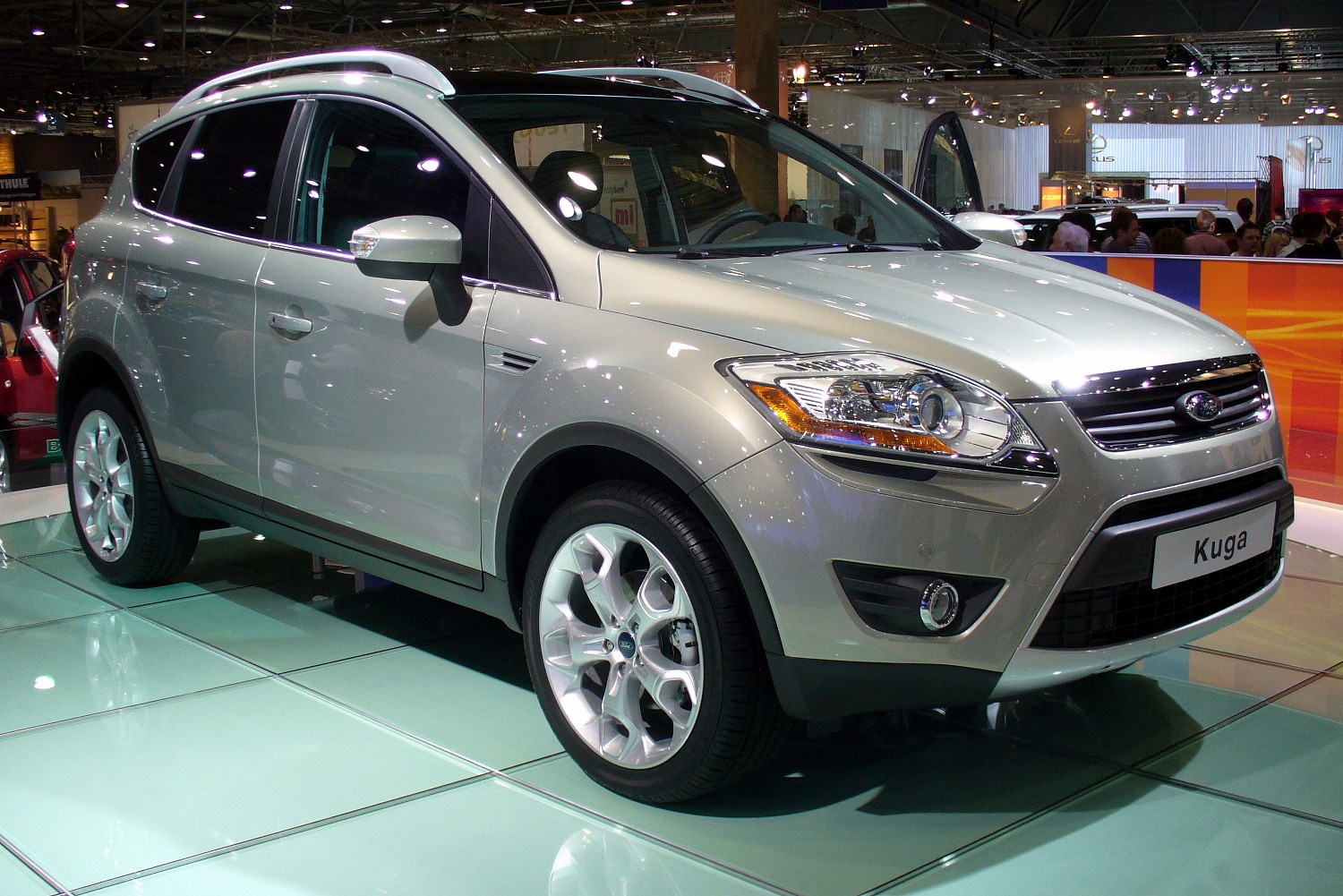
採用例：フォード・クーガ

## 概要
マーティン・スミスが率いるフォード・オブ・ヨーロッパのデザインチームにより考案された。2005年、スイスでのジュネーブモーターショーにて公開されたコンセプトモデル『SAV Concept』で新デザインテーマのキネティックが提案された。そして同年のフランクフルトモーターショーにおいてフォード・キネティックデザインの概要が発表され、以降のフォード車へ順次採用されることが明らかにされるとともに、デザインコンセプトモデル『イオシス(iosis)』が出品された。張りのある曲面とエッジの効いたラインを組み合わせたグラフィック及び台形に開口したバンパーインテークを特徴とし、それまでのデザインテーマであったニューエッジデザインの進化形ともとれる。
元々、キネティックデザインはフォード・オブ・ヨーロッパの開発車にて用いられたスタイルテーマであり、2009年時点でアメリカやオーストラリア等にて開発されたフォード車には、バンパーの意匠に用いられている車種が一部にあるのみで、本格的な採用はされていなかった。2013年現在は、アラン・ムラーリCEOによる、全世界で同一モデルを販売する「ワン・フォード」戦略に則り、アメリカやオーストラリア及び日本などでも、キネティックデザインを採用した車が販売されている。
キネティック・デザインを採用した最初の市販車は2006年に発表されたS-MAX。その後、2007年にフルモデルチェンジしたモンデオや2008年発表のクーガ及びフィエスタにも採用。また2007年にマイナーチェンジを実施したフォーカスもヘッドライトやバンパーの意匠にキネティックを採用するなど、フォード車全体に採用の幅が広がっている。